# Spicula
In fisica solare, una spicula (o spicola) è un getto dinamico di circa 500-1000 km di diametro sulla superficie del Sole che si muove alla velocità di circa 20-50 km/s dalla fotosfera. Possono raggiungere un'altezza di 15000 km. Furono scoperte nel 1877 da Padre Angelo Secchi dell'Osservatorio del Collegio Romano. La cromosfera è interamente composta di spicule.

## Descrizione e abbondanza
Le spicule hanno una vita media di appena 5-10 minuti; appaiono allungate e di solito sono associate con regioni dal flusso magnetico molto elevato. La loro massa di flusso è di circa 100 volte superiore di quella del vento solare.
Di solito si possono rinvenire circa 100000 spicole attive in contemporanea sul Sole; una singola spicula tipicamente raggiunge i 3000-10000 km di altezza sopra la fotosfera.

## Cause
Alcuni scienziati hanno ipotizzato che le spicule si formino come il risultato di oscillazioni p-mode sulla superficie del Sole, onde sonore di un periodo di 5 minuti che si formano sulla superficie solare e risalgono e ricadono a centinaia di metri al secondo. Le colonne di flusso magnetico che si inclinano rispetto alla verticale possono fare da guida al materiale che risale nell'atmosfera solare per formare una spicola. Ci sono comunque delle controversie nella comunità scientifica su questa teoria.
Nel 2017, un modello pubblicato dai ricercatori del Bay Area Environmental Research Institute, in California, su Science ha fornito un importante contributo al chiarimento sull'origine e la formazione delle spicule. 